# Maana erythina
Maana erythina är en insektsart som beskrevs av Soulier-perkins 1998. Maana erythina ingår i släktet Maana och familjen Lophopidae. Inga underarter finns listade i Catalogue of Life.